# Jerzy Brzęczek
Jerzy Józef Brzęczek, detto Wuja (Truskolasy, 18 marzo 1971), è un allenatore di calcio ed ex calciatore polacco, di ruolo centrocampista.
In una carriera professistica durata circa vent'anni e con 42 presenze con la Nazionale, Brzęczek ha giocato nel suo paese, in Austria e Israele.
È zio di Jakub Błaszczykowski, anche lui calciatore, di ruolo ala.

## Carriera
Ritiratosi nel 2009, a 38 anni, nella sua carriera Brzęczek ha vinto una volta il campionato polacco (con il Lech Poznań, nel 1993) e due volte quello austriaco (con il Tirol Innsbruck, nelle stagioni 2000-2001 e 2001-2002). Con la Nazionale, oltre ad aver collezionato 42 presenze e segnato 4 gol, ha partecipato alle Olimpiadi di Barcellona 1992, arrivando secondo.

## Statistiche

### Statistiche da allenatore

#### Nazionale
| Squadra | Naz                | dal            | al              | Record | Record | Record | Record     | Record | Record | Record | Record |
| G       | V                  | N              | P               | GF     | GS     | DR     | Vittorie % |        |        |        |        |
| ------- | ------------------ | -------------- | --------------- | ------ | ------ | ------ | ---------- | ------ | ------ | ------ | ------ |
| Polonia | Polonia (bandiera) | 14 luglio 2018 | 18 gennaio 2021 | 3      | 0      | 2      | 1          | 4      | 5      | −1     | &0,00  |

#### Nazionale nel dettaglio
Statistiche aggiornate all'11 ottobre 2018.
| 2018           | Polonia        | UEFA Nations League | º nel gruppo 3 | 2 | 0 | 1 | 1 | &0,00 | 3 | 4 | -1 |
| Dal 2018       | Polonia        | Amichevoli          |                | 1 | 0 | 1 | 0 | &0,00 | 1 | 1 | 0  |
| Totale Polonia | Totale Polonia | Totale Polonia      | Totale Polonia | 3 | 0 | 2 | 1 | 0,00  | 4 | 5 | -1 |

#### Panchine da commissario tecnico della nazionale polacca
| Cronologia completa delle presenze e delle reti in nazionale ― Polonia | Cronologia completa delle presenze e delle reti in nazionale ― Polonia | Cronologia completa delle presenze e delle reti in nazionale ― Polonia | Cronologia completa delle presenze e delle reti in nazionale ― Polonia | Cronologia completa delle presenze e delle reti in nazionale ― Polonia | Cronologia completa delle presenze e delle reti in nazionale ― Polonia | Cronologia completa delle presenze e delle reti in nazionale ― Polonia | Cronologia completa delle presenze e delle reti in nazionale ― Polonia |
| Data                                                                   | Città                                                                  | In casa                                                                | Risultato                                                              | Ospiti                                                                 | Competizione                                                           | Reti                                                                   | Note                                                                   |
| ---------------------------------------------------------------------- | ---------------------------------------------------------------------- | ---------------------------------------------------------------------- | ---------------------------------------------------------------------- | ---------------------------------------------------------------------- | ---------------------------------------------------------------------- | ---------------------------------------------------------------------- | ---------------------------------------------------------------------- |
| 7-9-2018                                                               | Bologna                                                                | Italia                                                                 | 1 – 1                                                                  | Polonia                                                                | UEFA Nations League - 1º turno                                         | Zielinski                                                              | Cap: R. Lewandowski                                                    |
| 11-9-2018                                                              | Breslavia                                                              | Polonia                                                                | 1 – 1                                                                  | Irlanda                                                                | Amichevole                                                             | Klich                                                                  | Cap: K. Glik                                                           |
| 11-10-2018                                                             | Varsavia                                                               | Polonia                                                                | 2 – 3                                                                  | Portogallo                                                             | UEFA Nations League - 1º turno                                         | Piątek Blaszczykowski                                                  | Cap: R. Lewandowski                                                    |
| Totale                                                                 |                                                                        | Presenze                                                               | 3                                                                      |                                                                        | Reti                                                                   | 4                                                                      |                                                                        |

## Palmarès

### Club
- Campionato polacco: 1

Lech Poznań: 1992-1993
- Campionato austriaco: 2

Tirol Innsbruck: 2000-2001, 2001-2002

### Nazionale
- Argento olimpico: 1

Barcellona 1992